# Lascoria fassliata
Lascoria fassliata là một loài bướm đêm trong họ Noctuidae.